# Сарпанг (дзонгхаг)
Сарпанг (дзонґ-ке གསར་སྤང་རྫོང་ཁག་, вайлі gsar spang) — дзонгхаг у Бутані, відноситься до Південного дзонгдею. Адміністративний центр — Сарпанг.
Дзонгхаг адміністративно розділений на дві частини — дунгхаг Гелепху, підпорядкований місту Гелепху, та район центрального підпорядкування. Раніше весь дзонгхаг називався Гелепху, і столицею було місто Гелепху.
Сарпанг розташований вздовж кордону з Індією, межуючи зі штатами Асам і Західна Бенгалія. В Асамі до дзонгхагу прилягає територіальне об'єднання Бодоланд.
На території дзонгхагу розташований заповідник Пхібсу (англ. Phibsoo Wildlife Sanctuary).
Планується відкриття аеропорту Гелепху для місцевих перевезень.

## Адміністративний поділ
До складу дзонгхагу входять 12 гевогів:
| - Гакілінг - Гелепху - Декілінг - Джігмечоелінг - Самтенлінг - Сенгхе | - Сержонг - Сомпангкха - Тарейтанг - Умлінг - Чхудзом - Чхузаганг |